# لنارت استکلن‌بورگ
لنارت استکلن‌بورگ (به انگلیسی: Lennart Stekelenburg) (زادهٔ ۲۲ اکتبر ۱۹۸۶) شناگر اهل هلند است.